# Абдишев, Бауржан Туйтеевич
Бауржан Туйтеевич Абдишев (каз. Бауыржан Түйтейұлы Әбдішев, род. 3 июня 1968 года, в пос. Атасу, Жанааркинского района, Карагандинской области, Казахская ССР) — казахстанский государственный и политический деятель.

## Деятельность
В период 1987—1989 годах служил в рядах Советской армии. В 1992—1994 годах работал ведущим экономистом автопарка № 4 города Караганды, а в 1994—1995 годах ведущим инженером отдела ВЭС Карагандинского областного управления пассажирского транспорта. С 1995 по 1999 годы занимал различные должности в Таможенном управлении по Карагандинской и Костанайской областям. С 1999 года назначен на пост заместителя начальника Главного управления таможенной охраны и режима Таможенного комитета Министерства государственных доходов Республики Казахстан. В феврале 2002 года возглавил Таможенное управление по Павлодарской области. С июля по октябрь 2003 года работал заместителем председателя Агентства таможенного контроля Республики Казахстан. С октября 2003 года переведён на должность заместителя председателя Комитета таможенного контроля Министерства финансов.
С января 2010 года по сентябрь 2012 года возглавлял акимат города Караганды. 22 сентября 2012 года был назначен вице-министром охраны окружающей среды Республики Казахстан. 29 января 2013 года получил новое назначение — акимом Карагандинской области. 20 июня 2014 года освобождён с должности акима области.

## Образование
- В 1993 году окончил Карагандинский политехнический институт (КарПИ) по специальности инженер-механик;
- В 1998 году окончил Карагандинский государственный университет имени Е. А. Букетова по специальности экономист;
- В 2005 году закончил Российскую таможенную академию по специальности таможенное дело.

## Арест
23 сентября 2014 года Бауржан Абдишев был арестован. Ему инкриминировали превышение должностных полномочий и создание коррупционных схем будучи на посту акима Карагандинской области.
В январе 2015 года, в связи со вступлением в законную силу нового Уголовного кодекса РК, статус экс-акима был изменён с обвиняемого на подозреваемого. Следствие до сих пор ведётся. Чиновник подозревается в злоупотреблении должностными полномочиями (ст. 307 УК РК). Карагандинский областной суд отказал арестованному в освобождении из-под стражи из следственного изолятора. Процесс по рассмотрению ходатайства об условно-досрочном освобождении от наказания осуждённого Бауржана Абдишева должен был состояться 20 апреля. Однако накануне заключённый отозвал своё заявление. Следующее ходатайство об условно-досрочном освобождении в Казыбекбийский районный суд по уголовным делам поступило 12 мая. Основанием для подачи ходатайства об условно-досрочном освобождении от наказания является отбытие не менее половины срока. 15 мая 2016 года досрочно освобождён из колонии по решению судьи Казыбекбийского суда № 1.